# I Forgot
I Forgot è un singolo del cantautore statunitense Lionel Richie, pubblicato nel 2001 ed estratto dall'album Renaissance.
Si tratta della versione in lingua inglese della canzone francese L'important c'est d'aimer (1999), originariamente scritta e interpretata da Pascal Obispo.

## Tracce
- CD Maxi Singolo

1. I Forgot (Radio Edit) – 3:16 (Lionel Richie, Patrice Guirao, Pascal Obispo)
2. Still (Live) – 5:16 (Richie)
3. Don't Stop the Music (Extended Album Version) – 6:12 (Richie, Paul Barry, Mark Taylor)

## Classifiche
| Classifica (2001) | Posizione massima |
| ----------------- | ----------------- |
| Belgio (Vallonia) | 18                |
| Regno Unito       | 34                |